# JS Kabylie
JS Kabylie is een Algerijnse voetbalclub uit Tizi Ouzou. De club werd opgericht in 1946 en is de succesvolste van het land. Ook in Afrika werden al enkele trofeeën gewonnen, waaronder tweemaal de African Cup of Champions Clubs, eenmaal de African Cup Winners' Cup en driemaal de CAF Cup.

## Geschiedenis
De club promoveerde in 1969 naar de hoogste klasse en speelt er sindsdien onafgebroken, geen enkele andere club doet hen dat na. In 1973 en 1974 werd de club kampioen. Na twee jaar onderbreking werd de club opnieuw kampioen in 1977. De volgende twee seizoenen werd de club telkens tweede met maar een punt achterstand op MP Alger. In de African Cup of Champions Clubs bereikte de club in 1981 de finale, al kregen ze wel hulp in de halve finale van het Egyptische Al-Ahly, dat door de politieke situatie in het land forfait moest geven. In de finale versloeg de club het Zaïrese AS Vita Club en werd zo Afrikaans kampioen. In de competitie eindigde de club opnieuw met een punt achterstand achter de kampioen, nu RS Kouba. De volgende twee jaar werd de club opnieuw kampioen en in 1984 bereikte de club ook opnieuw de halve finale van de African Cup of Champions Clubs, won daar de heenwedstrijd met 3–1 van Al-Zamalek, maar verloor in de terugwedstrijd in Gizeh met 3–0 en was uitgeschakeld. In 1995 werd de African Cup Winners' Cup gewonnen door over twee wedstrijden de finale te winnen van het Nigeriaanse Julius Berger. In 2000, 2001 en 2002 werd de CAF Cup gewonnen, waarmee de club recordhouder der CAF Cup-titels is.

## Naamsveranderingen
- 1974–1977: JS Kawkabi
- 1977–1989: JE Tizi Ouzou

## Erelijst

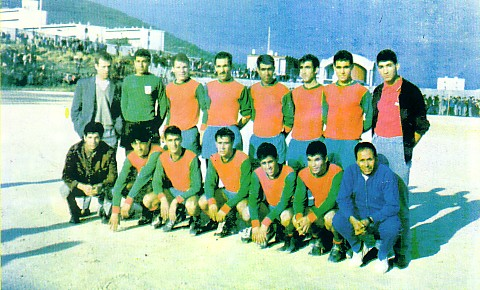
Team van 1968

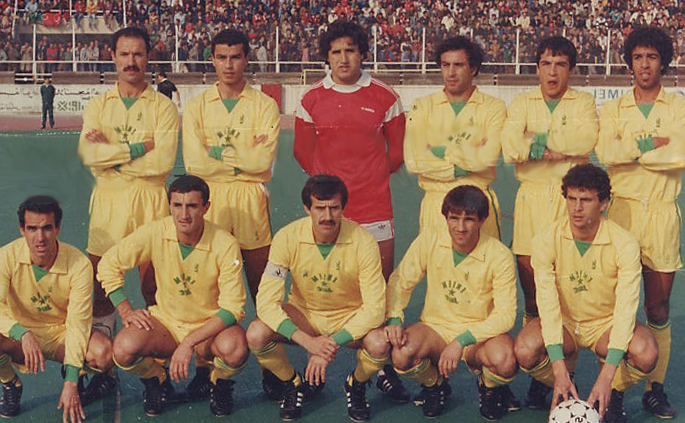
Team van 1986

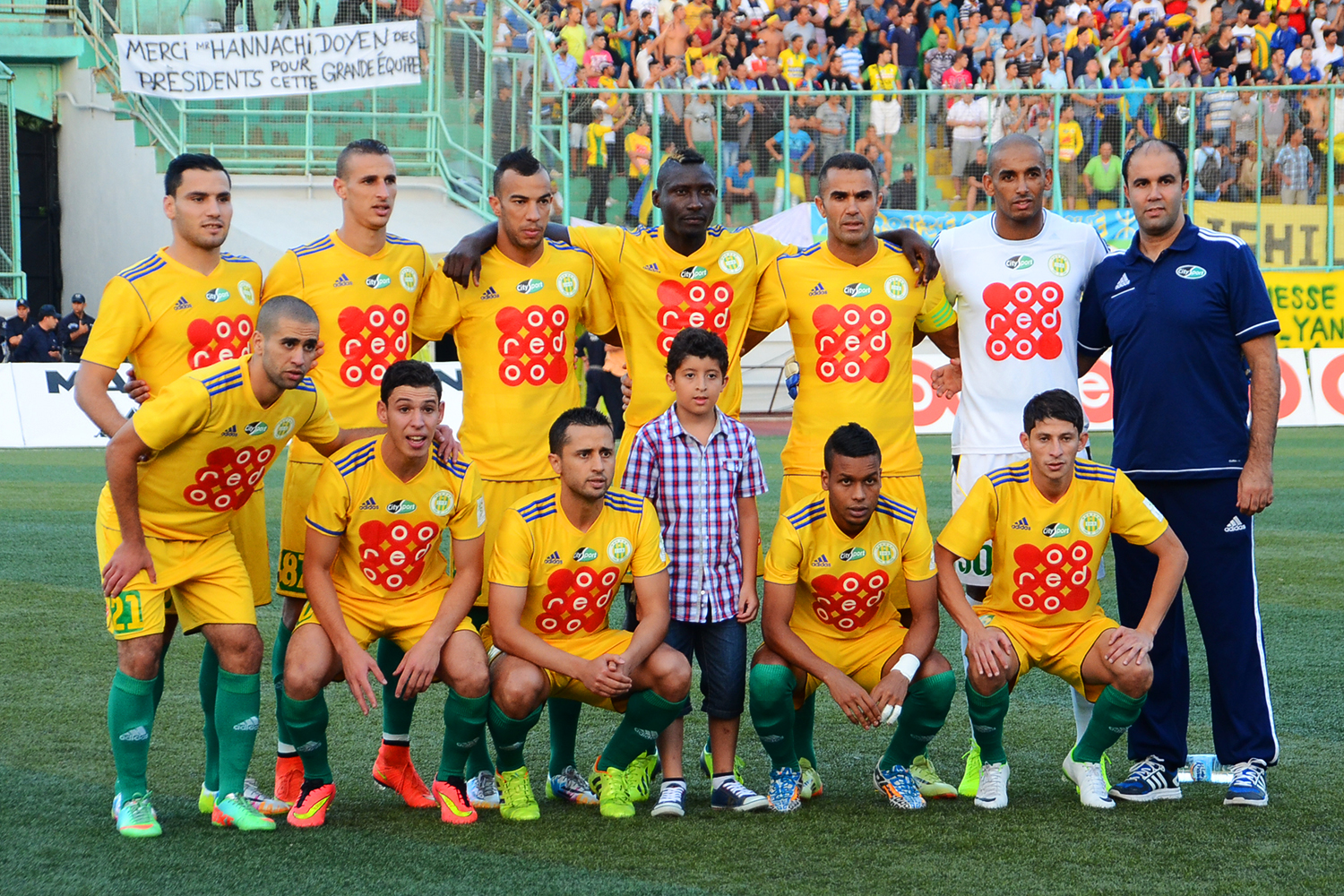
Team van 2014

Nationaal
- Championnat National 1

1973, 1974, 1977, 1980, 1982, 1983, 1985, 1986, 1989, 1990, 1995, 2004, 2006, 2008 (record)
- Coupe d'Algérie

1977, 1986, 1992, 1994, 2011
- Supercoupe d'Algérie

1992
- Coupe de la Ligue

2021 (record)
Continentaal
- African Cup of Champions Clubs

1981, 1990
- African Cup Winners' Cup

1995
- CAF Cup

2000, 2001, 2002 (record)
- CAF Super Cup

1982 (als African Super Cup / Fraternity Cup)
- Tripartite tournament of Dakar

1985

## Bekende (oud-)spelers
- Brahim Zafour
- Nassim Oussalah
- Fawzi Chaouchi
- Barry Demba
- Nassim Hamlaoui
- Kamel Aouis
- Albert Ebossé Bodjongo
- Ali Rial